# Yavaros
Yavaros är en ort i Mexiko. Den ligger i kommunen Huatabampo och delstaten Sonora, i den västra delen av landet. Den ligger på en ö som kallas Isla de las Viejas. Yavaros ligger 5 meter över havet och antalet invånare är 4 058.
Terrängen runt Yavaros är mycket platt. Havet är nära Yavaros åt sydost.  Närmaste större samhälle är Huatabampo, 18,0 km nordväst om Yavaros.